# Andreas Cratander

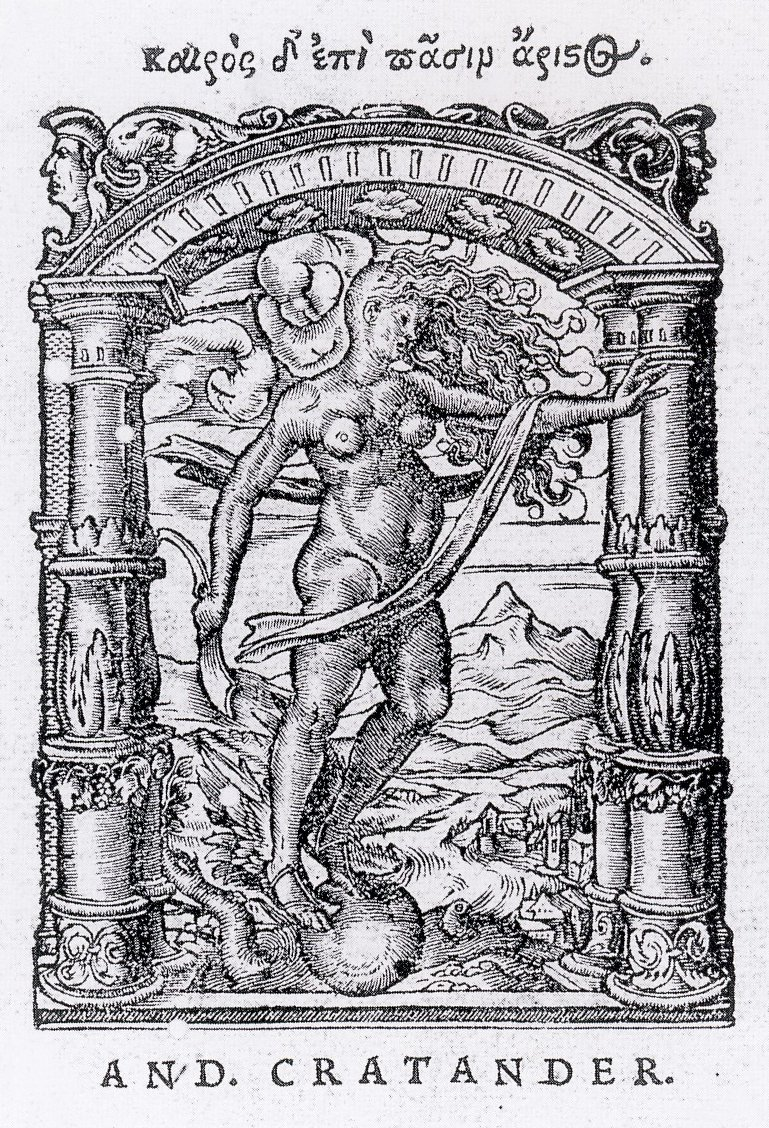
Kairos, marque d'imprimeur d'Andreas Cratander, d'après un dessin de Hans Holbein le Jeune et gravée par Jacob Faber, 1522. La phrase en grec précise le sens de la devise Occasio : « En toute chose, il est préférable de saisir le bon moment »

Andreas Cratander, de son vrai nom Andreas Hartmann (né vers 1490 à Strasbourg, mort vers 1540 à Bâle) est un imprimeur, éditeur et libraire suisse.

## Biographie
Après des études de premier cycle à Heidelberg, qu'il complète en 1503 avec un baccalauréat, il travaille à partir de 1505 en tant que compagnon imprimeur à Bâle et à partir de 1513 en tant que typographe chez Matthias Schürer à Strasbourg. Vers 1515, il s'installe définitivement à Bâle. Il est d'abord correcteur et éditeur avec Adam Petri. En 1518, il dessine en tant qu'imprimeur indépendant, parfois en collaboration avec Servatius Kruffter, Valentin Curio et Johann Bebel. En 1519, il reçoit la citoyenneté de Bâle et devient membre de la corporation de Safran.
Cratander publié des livres d'instructions humanistes et des rééditions d'auteurs classiques comme Aristophane, Cicéron et Horace. Il est en concurrence directe avec Johann Froben. Son atelier a publié au moins 150 ouvrages entre 1518 et 1535, principalement des classiques latins et grecs dans leur langue d'origine ; il publie également des œuvres protestantes, comme des écrits de Martin Luther, de Wolfgang Capiton, de Guillaume Farel et d'autres. Cratander est personnellement associé au réformateur de Bâle Œcolampade puis prend contact avec les réformateurs Joachim de Watt, Caspar Hedio et Ulrich Zwingli. Il est aussi un ami de Bonifacius Amerbach.
En 1536, Cratander a publié 220 gravures, la plupart en latin ou en grec, quelques-unes seulement en allemand. En 1536, il vendit une partie de son bureau à la communauté des imprimeurs Winter-Oporinus-Platter-Lasius, puis travaille avec son fils Polycarpe comme simple libraire.